# Església de Santa Prisca
L'església de Santa Prisca és un lloc de culte catòlic de Roma, situat al turó de l'Aventí, al districte de Ripa.
L'església, que es troba sobre una domus del segle ii i està dedicada a santa Prisca, una màrtir del segle i, acull la parròquia del mateix nom pertanyent a la diòcesi de Roma i el títol cardenalici de Santa Prisca , instituït pel papa Evarist l'any 112.

## Història

### Ladomusromana i eltitulus
Al lloc on actualment es troba l'església de Santa Prisca, hi havia originalment una domus que data de finals del segle i, atribuïda per alguns a Luci Licini Sura, per altres identificada amb la privata Traiani, és a dir, la residència de Trajà abans de convertir-se en emperador.
Segons la tradició, l'edifici va ser convertit en un "titulus", o lloc de culte cristià, l'any 57 per la parella de fabricants de tendes Àquila i Priscil·la, a la casa dels quals es testimonia la presència d'una comunitat cristiana a la Carta als Romans Els primers documents relacionats amb el titulus, però, daten del segle v (quan va ser registrat a les actes del sínode de 499, motiu pel qual, segons la tradició, seria el culte cristià més antic de l'Aventí), sent esmentat aleshores en diverses làpides i inscripcions del segle següent.

### L'església
L'església en si va ser construïda entre els segles IV i V i, en documents posteriors, es menciona com a *titulus Aquilae et Priscae* , a la qual es va annexar el monasterium S. Donati.
L'església, restaurada pel papa Adrià I (segona meitat del segle viii), va ser oficiada fins al segle ix pels monjos basilians de Santa Maria in Cosmedin, i posteriorment pels benedictins; van ser substituïts primer pels franciscans el 1414, després pels dominics el 1455 i finalment pels agustinians el 1600. L'edifici, malmès pels normands durant el  saqueig de Roma de 1084, va ser restaurat sota el pontificat de Pasqual II; A més, després d'un incendi, el papa Calixt III, entre 1455 i 1458 , va fer enderrocar les quatre primeres tramvies de les naus central i lateral esquerra.

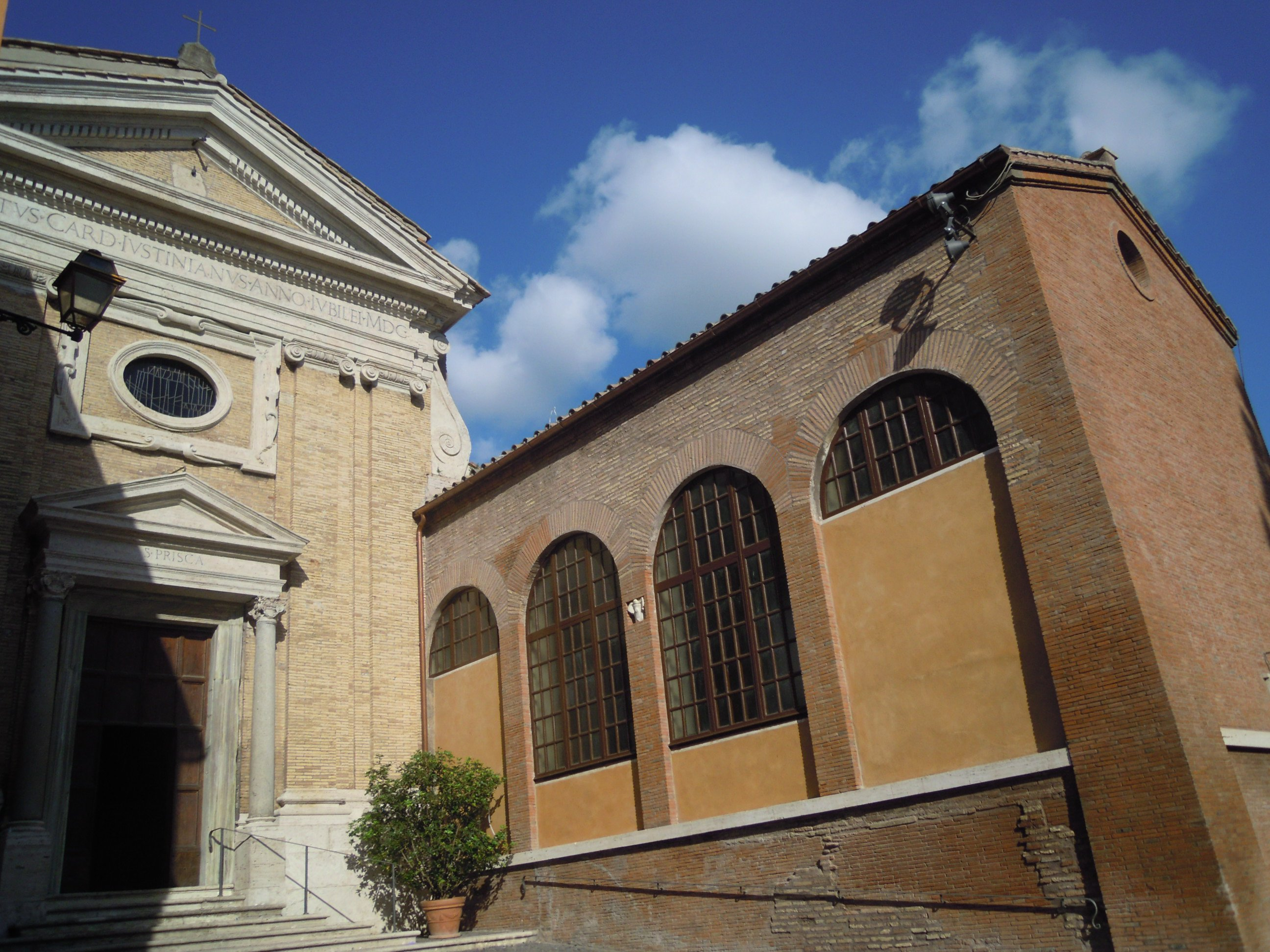
La façana (esquerra) i la sagristia (dreta).

Amb motiu del jubileu de 1600, l'arquitecte Carlo Lombardo va rebre l'encàrrec de restaurar l'església en estil barroc: de fet, li devem la creació de la façana, l'altar major i els pilars que tanquen les antigues columnes que separen les naus.
Es van dur a terme més restauracions el 1660 (aixecament de la façana, ampliació del cementiri), el 1728 (remodelació de l'interior) i el 1827 (enderroc de la volta de la nau central i construcció del sostre artesonat de fusta). Tancada al culte el 1798 durant l'ocupació francesa, l'església va ser restaurada el 1935 , any en què van tornar els agustinians, i el 1947.
El 1933 es van dur a terme excavacions arqueològiques a la zona de l'església que van treure a la llum les restes d'una domus romana del segle i i, el 1940 , també d'un mitreu.

## Descripció

### Exterior

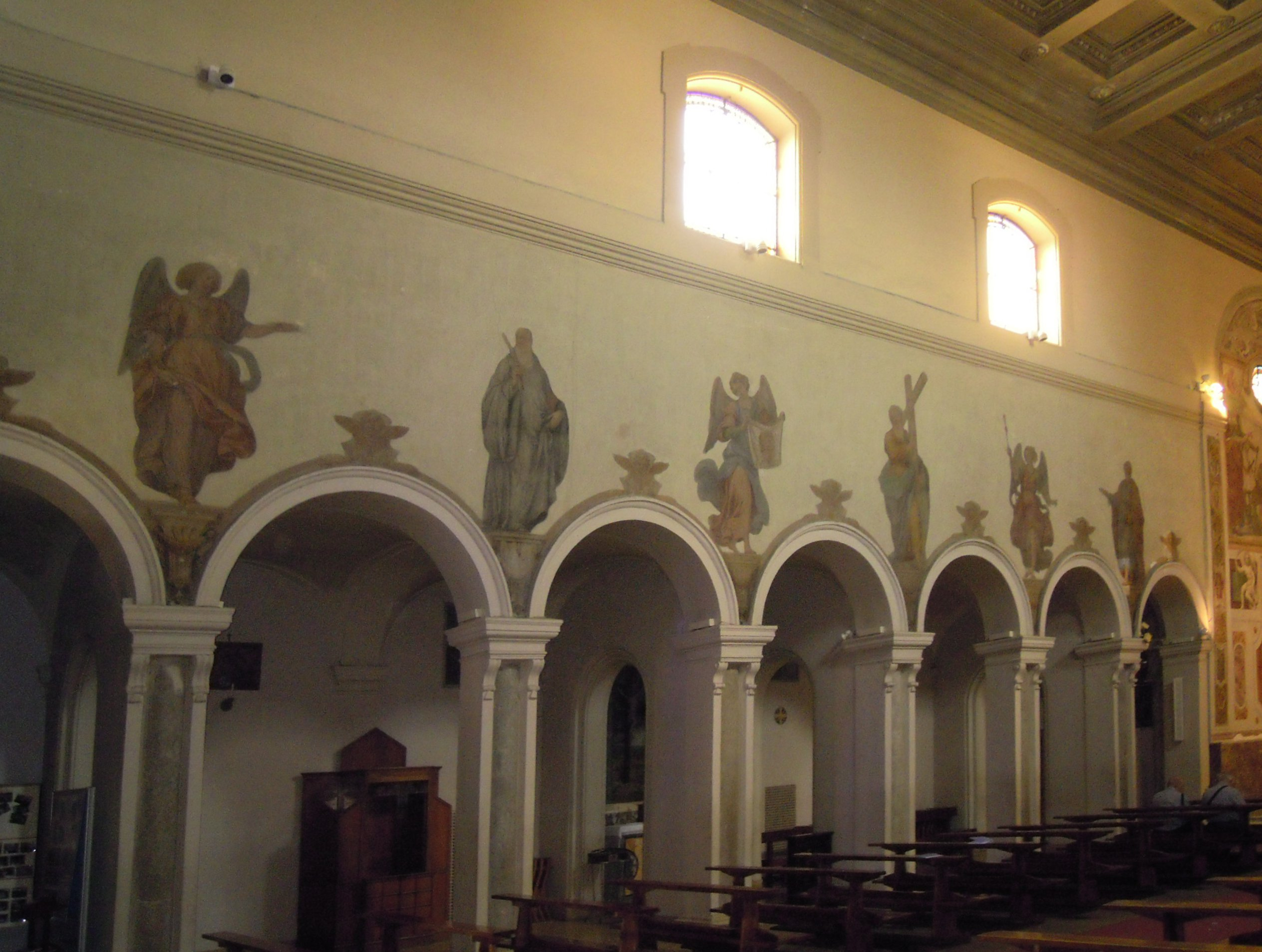
La paret esquerra de la nau central: es poden veure les antigues columnes incorporades als pilars del.

La façana de l'església de Santa Prisca va ser construïda el 1600 segons un disseny de Carlo Lombardo i posteriorment aixecada. Està feta de maons, amb elements decoratius en travertí, com ara la part inferior de la façana, el timpà triangular del portal (sostingut per dues columnes corínties llises de granit, d'època romana), la cornisa i els capitells jònics dels dos parells de pilastres que la sustenten idealment. Al centre, sobre el portal, hi ha un òcul ovalat , col·locat dins d'un marc rectangular de marbre decorat amb volutes, també de travertí.
La façana està precedida per un estret cementiri: aquest últim es troba entre el convent dels agustins (a l'esquerra) i les quatre primeres crugies de la nau lateral dreta, actualment convertides en la sagristia de l'església, que encara conserven arcs visibles que les connectaven amb la nau central, abans de l'enderroc de la primera part d'aquesta última.

### Interior

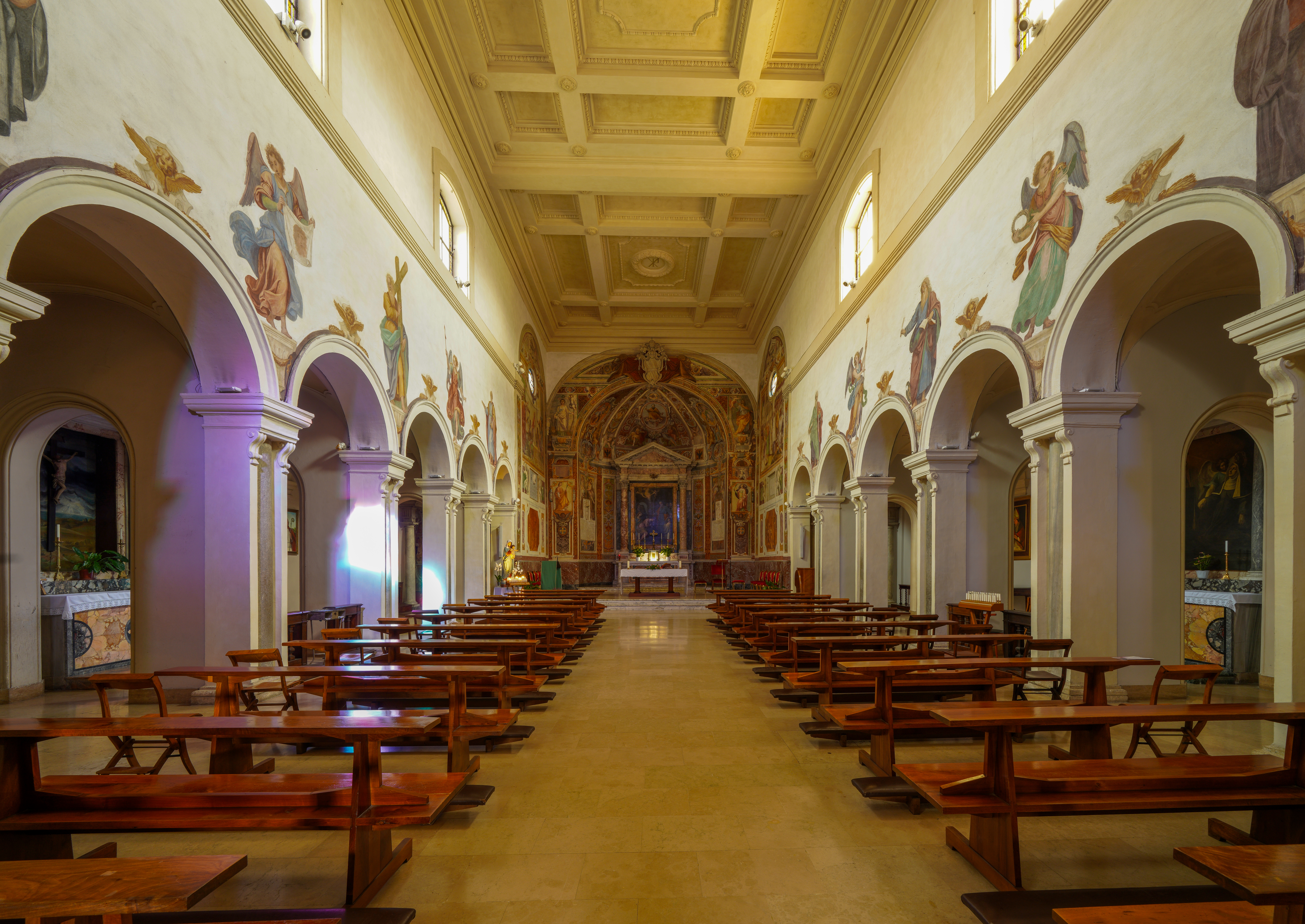
L'interior.

L'interior de l'església és d'estil barroc, sense transsepte i amb tres naus dividides per dues fileres d'arcs de mig punt que descansen sobre pilars rectangulars decorats amb petites mènsules, dins dels quals es tanquen, encara parcialment visibles, les antigues columnes .
A la primera capella de la dreta hi ha la pila baptismal, formada per un antic capitell romà adaptat a les necessitats de l'edat moderna i coronada per una estatueta d'estil modern que representa el baptisme de Jesús; segons una antiga tradició, al lloc on ara es troba l'església hi havia la casa de Santa Prisca, on va viure Sant Pere quan va arribar a Roma per a la seva tasca evangelitzadora i aquí va començar els primers baptismes. D'aquest esdeveniment va sorgir la tradició segons la qual el capitell que es troba a l'església va ser utilitzat per Sant Pere per batejar Santa Prisca, mentre que en realitat és concebible que l'artefacte (actualment coronat pel grup escultòric de bronze d'Antonio Biggi Baptisme de Crist) sigui de l'època dels Severis i, per tant, situat després de l'activitat de Sant Pere a la casa de Santa Prisca.

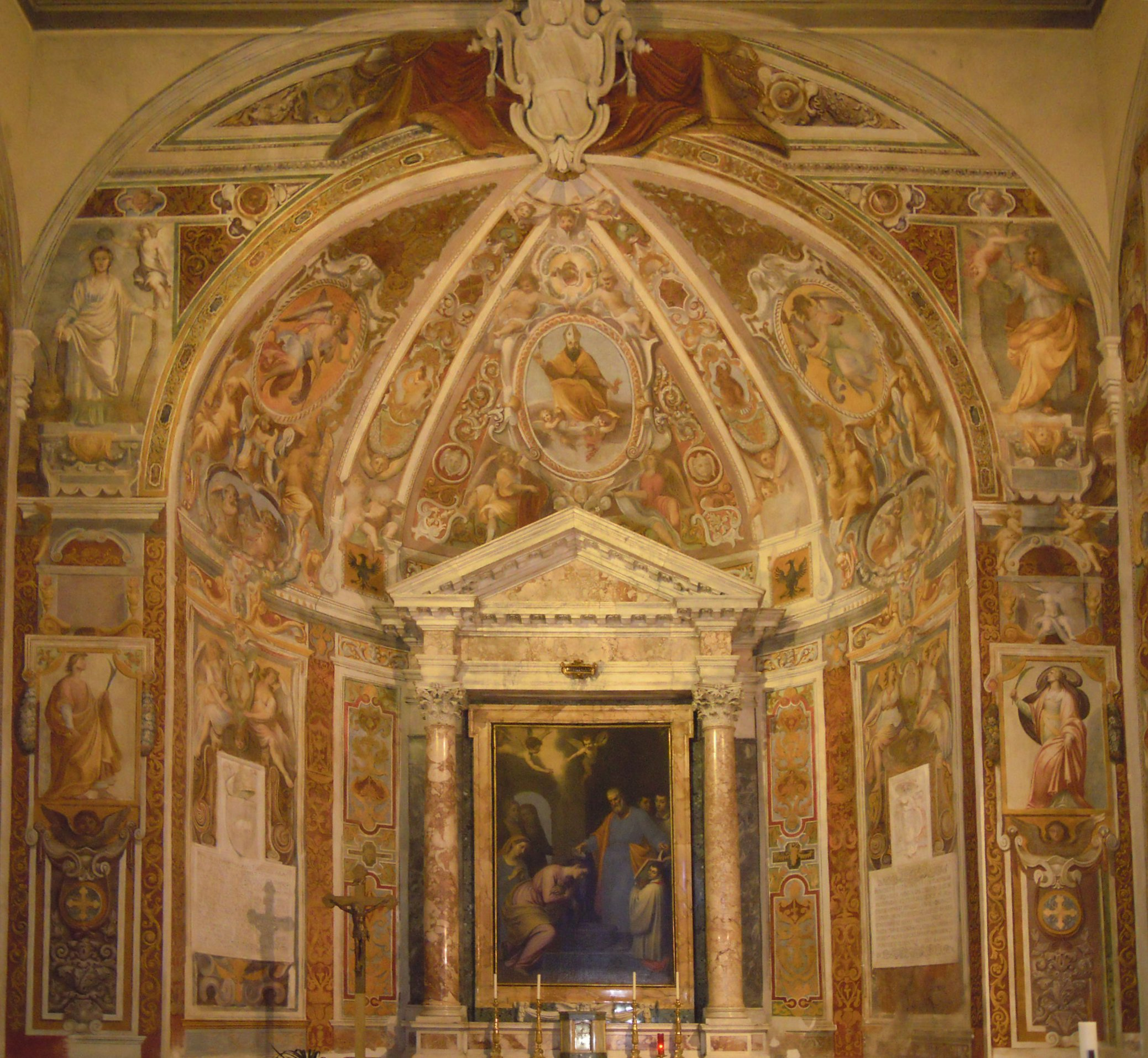
L'absis.

La nau central està coberta amb un sostre artesonat de fusta del segle xix i, per sobre dels arcs que donen a les naus laterals, hi ha frescos que representen apòstols, àngels i sants , pintats pel pintor florentí Anastasio Fontebuoni (1571-1626) el 1600. El mateix pintor també és responsable dels frescos del presbiteri i de l'absis, que representen Santa Prisca entre els lleons, Santa Prisca derrocant els ídols a l'esquerra i el Martiri de Santa Prisca i el Papa Euticià portant el cos de Santa Prisca a la dreta. El cicle va ser creat l'any 1600 quan el cardenal titular Benedetto Gistiniani estava duent a terme treballs de restauració a l'església. El retaule de l'altar major que representa Sant Pere batejant Santa Prisca és de Domenico Cresti de tavarnellino, conegut com a  il Passignano (1559–1638) i també va ser creat cap al 1600.
A l'inici de la nau lateral dreta, una porta dóna accés a la sagristia, creada a les quatre primeres crugies de l'antiga nau. Contra la paret del fons de la sala, hi ha un altar de marbre, coronat per tres frescos separats, que representen la Immaculada Concepció (fresc central) i àngels (frescos laterals); aquestes són obra de Giovanni Odazzi i provenen de la sagristia anterior.

### L'orgue de tubs
A la contrafaçana del cor hi ha l'orgue Tamburini opus 414, construït entre 1953 i 1954, encarregat pel llavors cardenal titular Angelo Giuseppe Roncalli (que el 1958 es convertiria en papa amb el nom de Joan XXIII), qui va confiar el projecte a Fernando Germani. L'instrument, que ha romàs inalterat al llarg dels anys amb l'excepció del trasllat de la consola del cor a la nau el 1981, té transmissió elèctrica i 28 registres . El material sonor es distribueix en dos cossos bessons situats a la contrafaçana del cor, cadascun dels quals té una pantalla composta per tubs principals en tres cúspides. La consola està situada al terra de la nau i consta de dos teclats de 61 notes cadascun i un pedalier còncau-radial de 32 notes; els controls dels registres, unions, acoblaments i cancel·ladors estan formats per plaques basculants disposades en una sola fila per sobre del segon manual.

### Mitreu
El Mitreu (descobert el 1934 i excavat per arqueòlegs holandesos entre el 1953 i el 1966 ) va ser construït a finals del segle ii, en el mateix període en què es renovaven algunes altres sales (una sala amb dues naus (el titulus, precisament), sobre la qual es va construir posteriorment l'església). Aquestes activitats de construcció semblen indicar una interessant copresència dels dos cultes orientals —el cristià i el mitraic—, almenys fins que, amb la institucionalització del cristianisme, el primer va obliterar el segon, superposant-hi físicament les seves pròpies estructures murals.

### Galeria d'imatges

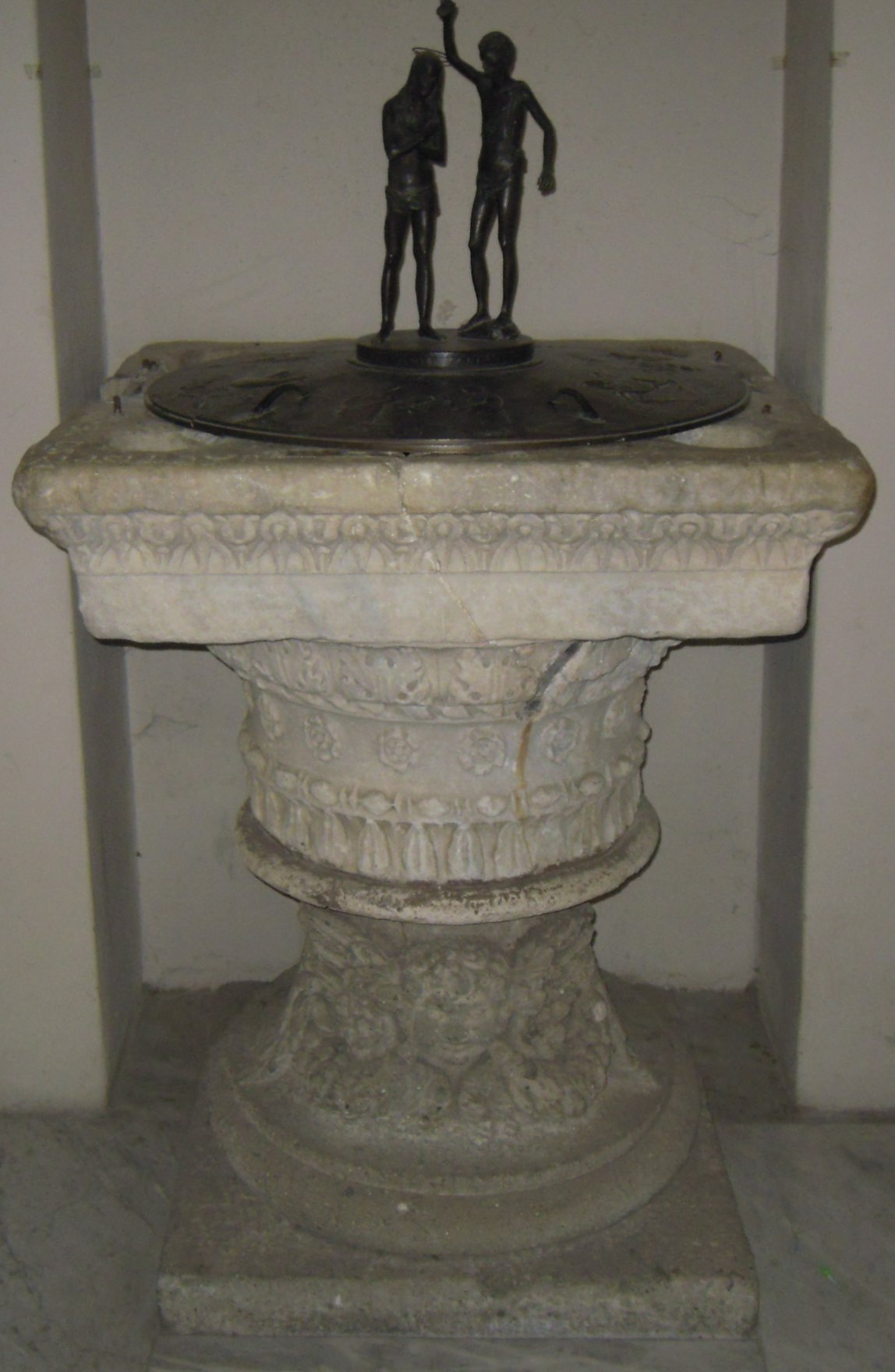
Pila baptismal
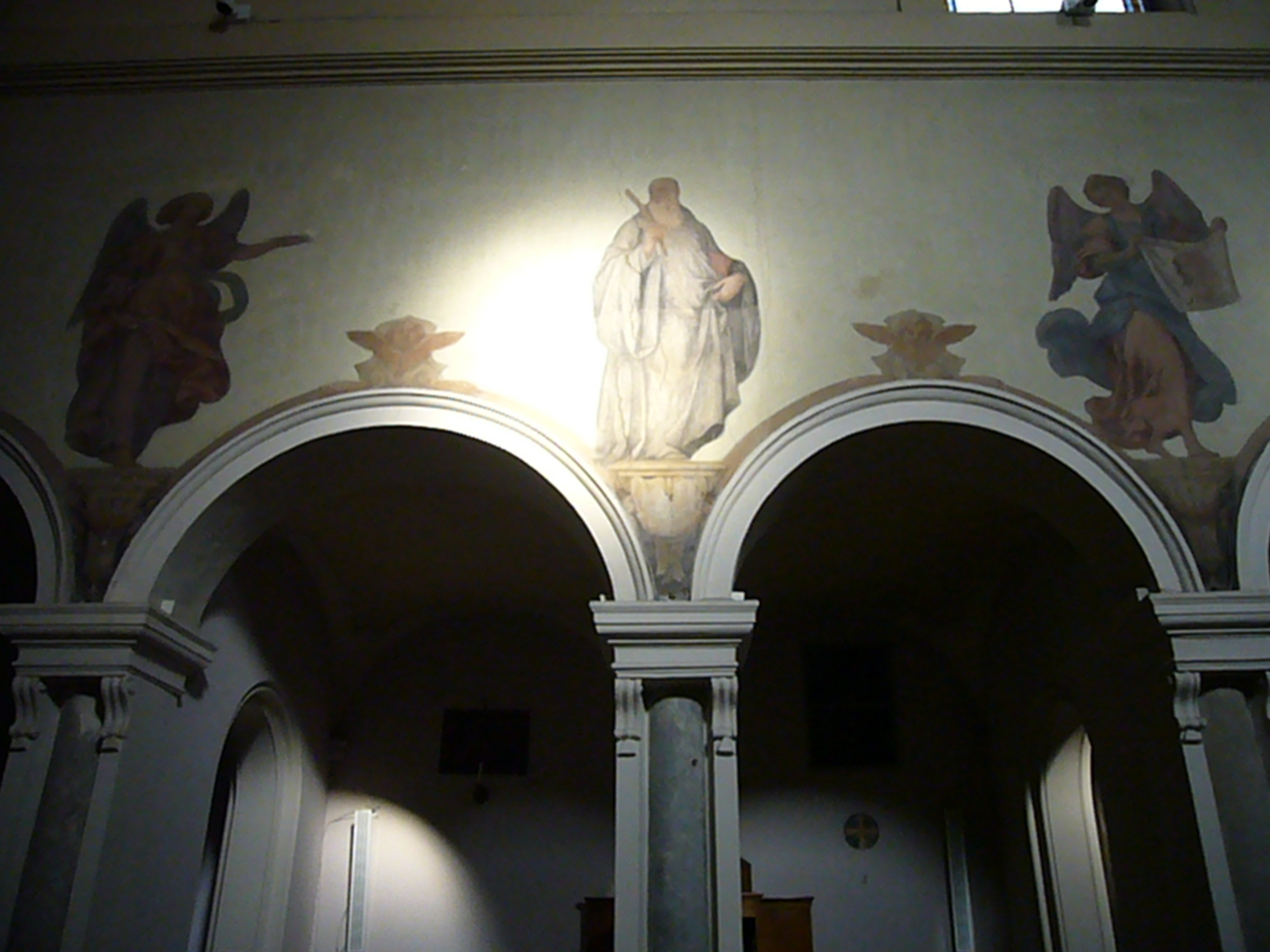
Detall dels frescos de la nau central..
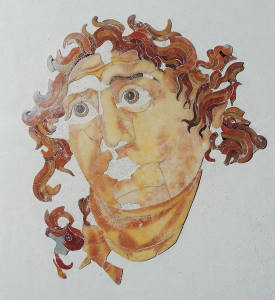
Cap d'Helios del Mitreu
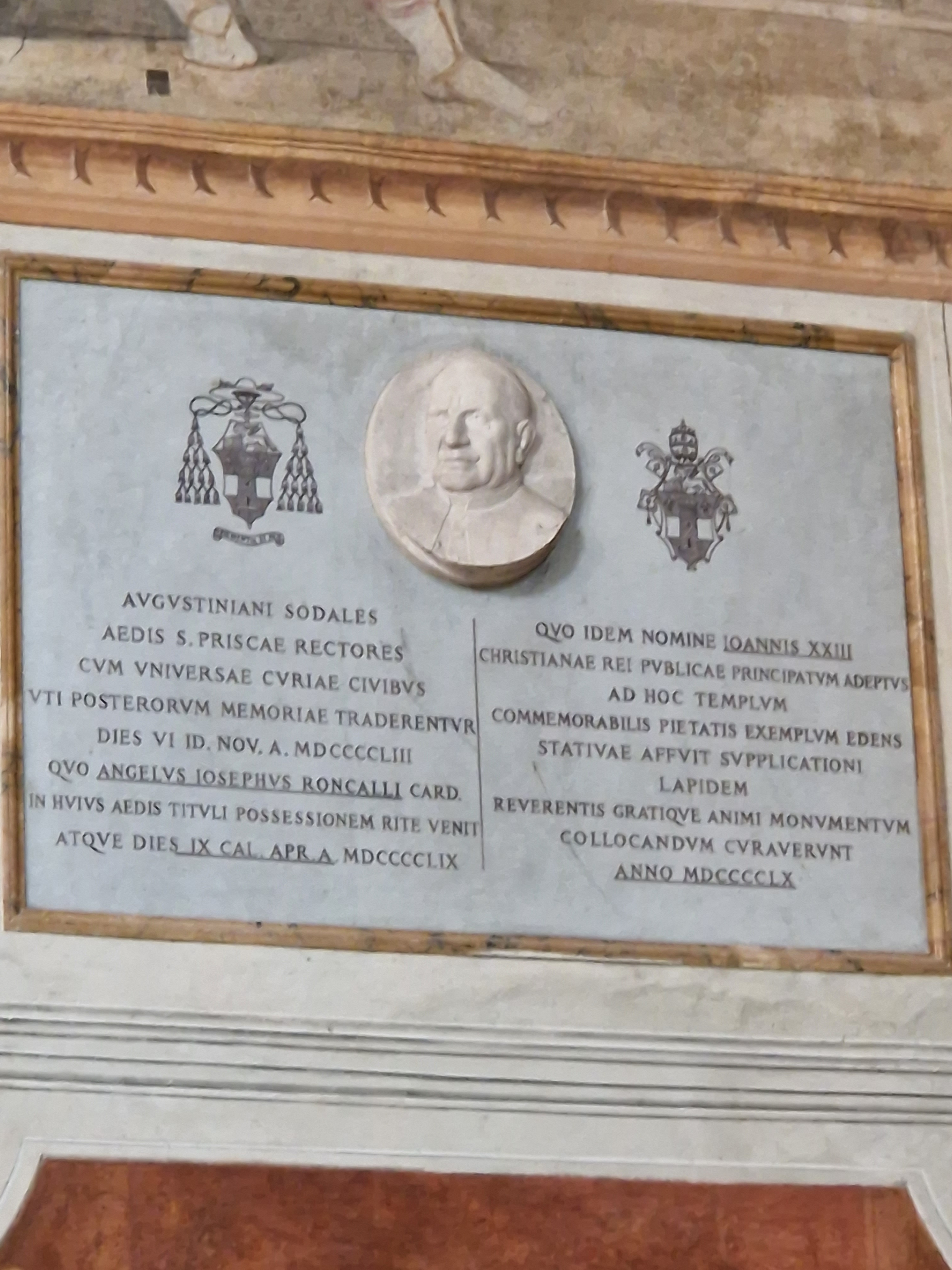
Placa commemorativa de la visita del Papa Joan XXIII

## El títol cardenalici
Santa Prisca (en llatí: Titulus Sanctæ Priscæ) és un títol cardenalici instituït, segons el relat del Liber Pontificalis, pel papa Evarist a principis del segle ii.
Va ser erigida en honor de Santa Prisca, que, per tradició, és considerada la primera dona d'Occident que va donar testimoni de la fe cristiana a través del martiri. Segons això, la santa va ser executada durant la persecució de Claudi i després enterrat a les catacumbes de Priscil·la. A partir del segle viii es va començar a identificar la santa amb l'esposa de santa Àquila, per la qual cosa el títol original es va modificar a Titulus Aquililae et Priscae. També hi ha una església de Santa Prisca a Roma, al lloc on, segons la tradició, sant Pere va batejar alguns catecúmens en un santuari que s'hi guardava.
El títol està documentat per primera vegada durant el concili romà convocat pel papa Símmac l'any 499, en el qual va participar Dominicus presbyter tituli Priscae. Un sacerdot amb el mateix nom, però sense indicació del seu títol de pertinença, també apareix entre els participants del concili convocat el 495 pel papa Gelasi I; probablement és el mateix personatge.
Del mateix període, entre els segles V i VI, daten dues inscripcions amb els noms dels preveres Adeodat i Aureli, del títol de Prisca.
Des del 21 d'octubre de 2003, el bisbe titular ha estat el cardenal Justin Francis Rigali, arquebisbe emèrit de Filadèlfia.

### Cardenals titulars
- Domenico (abans del 495 ? - després del 499)
- Adeodato (segle V/VI)[21]
- Aurelio (segle V/VI)[21]
- Mauro (citat el 595)[22]
- Giovanni (citat el 721)[23]
- Domenico (abans del 743 - després del 745)[24]
- Ermogene (citat el 761)[24]
- Giovanni (abans del 853 - després del 869)[25]
- Gregorio (1088 - 1094)
- Geoffroy, O.S.B. (1094 - 1099)
- Gerardo (1099 - ca. 1100)
- Romano (vers 1110 - ca. 1115)
- Gerardo (o Guirardo) (vers 1115 - ca. 1120)
- Gregorio (1120 - 1121)
- Pietro (1121 - 1122)
- Gerardo (? - d'abril de 1129)
- Errico (1129 - 1130 deposat en quant seguidor de antipapa Anaclet II)
- Gregorio (1130 ? - ca. 1138 mort)
- Raniero (1138 - 1146 mort)
- Astaldo degli Astalli (1151 - 1161 ? mort)
- Uberto (de febrer de 1159 ? - abans del 1180 mort)
- Giovanni Colonna Sr., O.S.B.Cas. (maig de 1193 - desembre de 1204 nomenat cardenal bisbe de Sabina)
- Pierre Arnaud, O.S.B. (1305 - 1306)
- Arnaud Nouvel (o Novelli), O.Cist. (19 de desembre de 1310 - 14 d'agost de 1317 mort)
- Simon d'Archiac (20 de desembre de 1320 - 14 de maig de 1323 mort)
- Jacques Fournier, O.Cist. (18 de desembre de 1327 - 20 de desembre de 1334 elegit papa)
- Gozzio (o Gotius) Battaglia (18 de desembre de 1338 - 10 de juny de 1348 mort)
- Bertrand Lagier, O.Min. (30 de maig de 1371 - 1375 nomenat cardenal prevere de Santa Cecilia)
- Agapito Colonna (18 de setembre de 1378 - 11 d'octubre de 1380 mort)
  - Giacomo d'Itri (o de Viso) (18 de desembre de 1378 - novembre de 1387 nomenat cardenal prevere de Santa Prassede), pseudocardenal de l'antipapa Climent VII
  - Pileo da Prata (1387 - 1391 renuncià), pseudocardenal de l'antipapa Climent VII
- Zbigniew Oleśnicki (8 de gener de 1440 - 1 d'abril de 1455 mort)
- Juan de Mella (18 de desembre de 1456 - 12 d'octubre de 1467 mort)
  - Titolo vacante (1465 - 1496)
- Juan de Castro (24 de febrer de 1496 - 29 de setembre de 1506 mort)
- Niccolò Fieschi (5 d'octubre de 1506 - 5 de febrer de 1518); in commendam (5 de febrer de 1518 - 15 de juny de 1524 mort)
  - Titolo vacante (1518 - 1525)
- Andrea della Valle (27 de març de 1525 - 21 d'abril de 1533); in commendam (21 d'abril de 1533 - 3 d'agost de 1534 mort)
  - Titolo vacante (1533 - 1537)
- Gianvincenzo Carafa (23 de juliol de 1537 - 28 de novembre de 1537 nomenat cardenal prevere de Santa Maria in Trastevere)
- Rodolfo Pio (28 de novembre de 1537 - 24 de setembre de 1543 nomenat cardenal prevere de San Clemente)
- Bartolomeo Guidiccioni (24 de setembre de 1543 - 4 de novembre de 1549 mort)
- Federico Cesi (o Cesa) (28 de febrer de 1550 - 20 de setembre de 1557 nomenat cardenal bisbe de Palestrina)
- Giovanni Angelo de' Medici (20 de setembre de 1557 - 25 de desembre de 1559 elegit papa)
- Jean Bertrand (16 de gener de 1560 - 13 de març de 1560 nomenat cardenal prevere de San Crisogono)
- Jean Suau (26 d'abril de 1560 - 29 d'abril de 1566 mort)
- Bernardo Salviati (15 de maig de 1566 - 6 de maig de 1568 mort)
- Antoine Perrenot de Granvelle (14 de maig de 1568 - 10 de febrer de 1570 nomenat cardenal prevere de Sant'Anastasia)
- Stanislaw Hosius (o Hoe, o Hosz) (10 de febrer de 1570 - 9 de juny de 1570 nomenat cardenal prevere de Sant'Anastasia)
- Girolamo da Correggio (9 de juny de 1570 - 3 de juliol de 1570 nomenat cardenal prevere de Sant'Anastasia)
- Giovanni Francesco Gambara (3 de juliol de 1570 - 17 d'octubre de 1572 nomenat cardenal prevere de Sant'Anastasia)
- Alfonso Gesualdo de Conza (o Gonza) (17 d'octubre de 1572 - 9 de juliol de 1578 nomenat cardenal prevere de Sant'Anastasia)
- Flavio Orsini (9 de juliol de 1578 - 16 de maig de 1581 mort)
- Pedro de Deza Manuel (9 de gener de 1584 - 20 d'abril de 1587 nomenat cardenal prevere de San Girolamo dei Croati)
- Girolamo Simoncelli (o Simonelli) (15 de gener de 1588 - 30 de març de 1598 nomenat cardenal prevere de Santa Maria in Trastevere)
- Benedetto Giustiniani (17 de març de 1599 - 17 d'agost de 1611 nomenat cardenal prevere de San Lorenzo in Lucina)
- Bonifazio Bevilacqua Aldobrandini (31 d'agost de 1611 - 7 de gener de 1613 nomenat cardenal prevere de San Pietro in Vincoli)
- Carlo Conti de Poli (7 de gener de 1613 - 3 de desembre de 1615 mort)
- Tiberio Muti (11 de gener de 1616 - 14 d'abril de 1636 mort)
  - Titolo vacante (1636 - 1647)
- Francesco Adriano Ceva (31 d'agost de 1643 - 12 d'octubre de 1655 mort)
- Giulio Gabrielli (6 de març de 1656 - 18 de juliol de 1667 nomenat cardenal prevere de Santa Prassede)
- Carlo Pio de Savoia (14 de novembre de 1667 - 28 de gener de 1675 nomenat cardenal prevere de San Crisogono)
- Alessandro Crescenzi, C.R.S. (15 de juliol de 1675 - 8 de maig de 1688 mort)
- Marcello Durazzo (14 de novembre de 1689 - 21 de febrer de 1701 nomenat cardenal prevere de San Pietro in Vincoli)
- Giuseppe Archinto (14 de març de 1701 - 9 d'abril de 1712 mort)
- Francesco Maria Casini, O.F.M.Cap. (11 de juliol de 1712 - 14 de febrer de 1719 mort)
- Giovanni Battista Salerni, S.I. (16 de setembre de 1720 - 20 de febrer de 1726 nomenat cardenal prevere de Santo Stefano al Monte Celio)
- Luis Belluga y Moncada, C.O. (20 de febrer de 1726 - 16 de desembre de 1737 nomenat cardenal prevere de Santa Maria in Trastevere)
- Pier Luigi Carafa (16 de desembre de 1737 - 16 de setembre de 1740 nomenat cardenal bisbe d'Albano)
- Silvio Valenti Gonzaga (16 de setembre de 1740 - 15 de maig de 1747 nomenat cardenal prevere de San Callisto)
- Mario Millini (o Mellini) (15 de maig de 1747 - 1 d'abril de 1748 nomenat cardenal prevere de San Marcello)
  - Titolo vacante (1748- 1760)
- Ludovico Merlini (21 de juliol de 1760 - 19 d'abril de 1762 nomenat cardenal prevere de San Marcello)
  - Titolo vacante (1762 - 1801)
- Francesco Mantica (20 de juliol de 1801 - 13 d'abril de 1802 mort)
  - Titolo vacante (1802 - 1832)
- Francesco Maria Pandolfi Alberici (17 de desembre de 1832 - 3 de juny de 1835 mort)
- Giuseppe Alberghini (24 de juliol de 1835 - 30 de setembre de 1847 mort)
  - Titolo vacante (1847 - 1862)
- Miguel García Cuesta (21 de maig de 1862 - 14 d'abril de 1873 mort)
- Tommaso Maria Martinelli, O.E.S.A. (17 de setembre de 1875 - 24 de març de 1884 nomenat cardenal bisbe de Sabina)
- Michelangelo Celesia, O.S.B.Cas. (13 de novembre de 1884 - 25 de novembre de 1887 nomenat cardenal prevere de San Marco)
  - Titolo vacante (1887 - 1891)
- Luigi Sepiacci, O.E.S.A. (17 de desembre de 1891 - 26 d'abril de 1893 mort)
- Domenico Ferrata (3 de desembre de 1896 - 10 d'octubre de 1914 mort)
- Vittorio Amedeo Ranuzzi de' Bianchi (7 de desembre de 1916 - 16 de febrer de 1927 mort)
- Charles-Henri-Joseph Binet (22 de desembre de 1927 - 15 de juliol de 1936 mort)
- Adeodato Piazza, O.C.D. (16 de desembre de 1937 - 14 de març de 1949 nomenat cardenal bisbe de Sabina e Poggio Mirteto)
- Angelo Giuseppe Roncalli (29 d'octubre de 1953 - 28 d'octubre de 1958 elegit papa)
- Giovanni Urbani (18 de desembre de 1958 - 19 de març de 1962 nomenat cardenal prevere de San Marco)
- José da Costa Nunes (22 de març de 1962 - 29 de novembre de 1976 mort)
- Giovanni Benelli (27 de juny de 1977 - 26 d'octubre de 1982 mort)
- Alfonso López Trujillo (2 de febrer de 1983 - 17 de novembre de 2001 nomenat cardenal bisbe de Frascati)
- Justin Francis Rigali, des del 21 d'octubre de 2003